# Benzoë

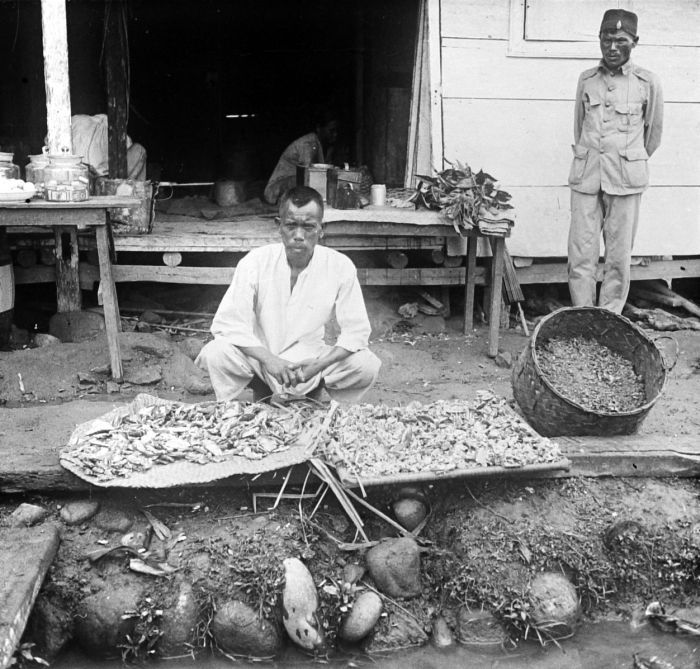
Benzoë verkopende straathandelaar in Residentie Tapanoeli (circa 1900-1940)

Benzoë of benzoëhars is de hars van de een aantal boomsoorten uit het geslacht Styrax (familie Styracaceae). De bekendste soorten benzoë zijn:
- Benzoë Siam, van Styrax tonkinensis, die vooral voorkomt in Laos, Thailand (=Siam) en Vietnam (Tonkin is een district in Vietnam).
- Benzoë Sumatra, van Styrax benzoin, die vooral voorkomt in Maleisië en Indonesië (Sumatra is een Indonesisch eiland).

Benzoëhars is rijk aan de aromatische verbinding benzoëzuur. Het wordt gebruikt in wierook. Het resinoïde van benzoë wordt gebruikt in parfum.
Het woord benzoë stamt af van het Arabische luban zjawi ("wierook uit Java") waarbij de eerste lettergreep verdween en de a in een e veranderde (benzjawi).